# Omertà (musikalbum)
Omertà är The Latin Kings fjärde musikalbum, utgivet 2003. Producerad och arrangerad av The Latin Kings.

## Låtlista
1. Omertà, sampling från: Du på skivan Björn Skifs: Blåblus
2. Världen é din, med: Emrick (sång), Janne Schaffer (gitarr) röster från: Ett anständigt liv av Stefan Jarl
3. Shonnar vet, samplig från: Mitt sår på skivan Godá Godá av Jojje Wadenius och Barbro Lindgren
4. Cashen dom tas, röster från: Dom kallar oss mods av Stefan Jarl
5. Boogie B, med: Yellowman
6. T.L.K
7. Tjall den
8. Sallas Groove
9. Hundår, med: Håkan Hellström
10. Du é skit
11. Bajset, samplig från: Zoom i kloakerna på skivan Kapten Zoom
12. Baby, med: Natty Silver
13. Mixa Zuten, med: Natty Silver
14. Pundish, röster från: Ett anständigt liv av Stefan Jarl
15. Förorts problem, med: Natty Silver
16. Hickande hund, dikt av Alejandro Leiva Wenger. Piano: Bebo Valdés
17. Kom när jag ringer
18. Bebos Tumbao, piano: Bebo Valdés
19. Tack Gud, med: Cyndee Peters

## Listplaceringar
| Lista (1997) | Topplacering |
| ------------ | ------------ |
| Sverige      | 5            |

### Fotnoter
1. ↑  ”Omertà”. Hitparad. 2003-2004. http://hitparad.se/showitem.asp?interpret=The+Latin+Kings&titel=Omert%E1&cat=a. Läst 15 juni 2013.